# Шабар
Шабар (каз. Шабар) — село в Аккулинском районе Павлодарской области Казахстана. Входит в состав Кызыласкерского сельского округа. Код КАТО — 555247400.

## Население
В 1999 году население села составляло 389 человек (199 мужчин и 190 женщин). По данным переписи 2009 года, в селе проживало 285 человек (158 мужчин и 127 женщин).